# Love's Old Sweet Song
Pour plus de détails, voir Fiche technique et Distribution.
Love's Old Sweet Song est un court métrage dramatique américain en noir et blanc réalisé en 1923 par J. Searle Dawley, avec Una Merkel.

## Fiche technique
(considéré comme le premier film dramatique commercial parlant de l'histoire du cinéma "cf. cinéma sonore")
- Titre original : Love's Old Sweet Song
- Réalisation : J. Searle Dawley
- Scénario : Augustus Bertilla et Jacques Byrne
- Production : Lee De Forest - Norca Pictures
- Distribution : Hopp Hadley
- Photographie : Freeman H. Owens
- Composition : J.L. Molloy
- Durée : 20 minutes
- Langue : Anglais
- Genre : Drame
- Format : Court métrage - noir et blanc
- Son Mix : De Forest Phonofilm

## Distribution
- Louis Wolheim
- Helen Weir
- Donald Gallaher
- Helen Lowell
- Baby Margaret Brown
- Ernest Hilliard
- Una Merkel